# (1102) Pepita
(1102) Pepita – planetoida z pasa głównego asteroid okrążająca Słońce w ciągu 5 lat i 139 dni w średniej odległości 3,07 au. Została odkryta 5 listopada 1928 roku w Observatorio Fabra w Barcelonie przez Josepa Solę. Nazwa planetoidy pochodzi od żeńskiej formy przezwiska odkrywcy Pepito. Przed nadaniem nazwy planetoida nosiła oznaczenie tymczasowe (1102) 1928 VA.